# Rollin' on the River
Rollin' on the River è il diciannovesimo album, nonché decima raccolta ufficiale, dei Creedence Clearwater Revival, pubblicato nell'ottobre 1988 dalla Rsp Records.

## Tracce
1. Proud Mary
2. Walk On The Water
3. Traveling Band
4. Poorboy Shuffle
5. Feeling Blue
6. Green River
7. Sailor's Lament
8. Born To Move
9. Effigy

## Formazione
- John Fogerty - chitarra, voce
- Tom Fogerty - chitarra
- Doug Clifford - batteria
- Stu Cook - basso